# Ursus americanus californiensis
Ursus americanus californiensis (Oso negro de California) es una subespecie de  mamíferos carnívoros  de la familia Ursidae. Los machos miden hasta 120 cm de altura al hombro y pesan comúnmente de 135 a 160 kg pero hasta 270 kg. Las hembras miden hasta 105 cm al hombro y pesan alrededor de 70 kg pero hasta 160 kg.

## Distribución geográfica
La diferenciación entre distintas poblaciones de osos negros es difícil en California, incluso a nivel de subespecies, ya que no existen barreras significativas para el movimiento de los osos entre las áreas de hábitat. Sin embargo, se han identificado tres subpoblaciones regionales y estas son la población de la Costa Norte/Cascada, la población de Sierra Nevada y la población del Centro Oeste/Sudoeste. La población de Sierra Nevada tanto en California como en Nevada está compuesta por el oso negro de California. Estos osos también se encuentran en la Cordillera de las Cascadas del norte de California y el centro sur de Oregón. Se cree que esta subespecie de oso negro está separada geográficamente del oso negro olímpico ( Ursus americanus altifrontalis ) por la cresta de las montañas Klamath en el norte de California.
Las poblaciones son más densas en áreas boscosas con una amplia variedad de etapas seriales; se encuentran en áreas montañosas, matorrales y áreas de ríos y lagos que tienen peces e insectos ricos en grasa. Gran parte del hábitat es administrado por el Servicio Forestal de EE. UU. y los Parques Nacionales de Yosemite, Kings Canyon y Sequoia forman parte de la región.

## Comportamiento
La temporada de apareamiento es en junio y julio. Los osos negros californianos entran en sus madrigueras de invierno a fines de diciembre y emergen en abril y mayo, pero no hibernan realmente. Las guaridas pueden estar en el suelo del bosque o en lo alto de los árboles. Las hembras preñadas dan a luz en la madriguera a principios de febrero a entre uno y cuatro cachorros. Los cachorros permanecerán con su madre durante aproximadamente un año y medio, tiempo durante el cual ella no volverá a quedar embarazada.

## Amenazas
Los osos negros de California se ven afectados negativamente por la pérdida de hábitat y el conflicto con los humanos, la caza y el cambio climático. Si bien la pérdida de hábitat se considera la principal amenaza para las poblaciones de vida silvestre en California (Departamento de Pesca y Vida Silvestre de California), más de la mitad del hábitat adecuado para el oso negro en California es de propiedad pública y las proyecciones indican que, al menos dentro de California, solo el 1 por ciento Se espera que cada diez años se pierda parte del hábitat existente del oso negro.